# Mickaël Tavares
Mickaël Tavares (Villeneuve-Saint-Georges, 25 oktober 1982) is een voormalig Franse voetbalmiddenvelder van Kaapverdisch-Senegalese afkomst.

## Clubcarrière
Hij speelde sinds 30 augustus 2013 voor de Nederlandse voetbalclub RKC Waalwijk dat hem overnam van het Engelse Fulham FC. Eerder kwam hij onder meer uit voor Tours, Slavia Praag en in de jeugd van Créteil en FC Nantes. Met RKC degradeerde hij op zondag 18 mei 2014 uit de erevisie na een nederlaag (over twee wedstrijden) tegen SBV Excelsior in de play-offs. Hij zat hierna een half jaar zonder club en speelde in 2014 voor FK Mladá Boleslav. Sinds 2015 speelt hij in Australië.

## Interlandcarrière
In 2009 debuteerde hij voor de Senegalese nationale ploeg. Een jaar eerder werd hij al eens opgeroepen voor Kaapverdië, maar speelde toen niet. Hij is tevens een neef van voetballers Ricardo Faty en Jacques Faty.

## Carrière
| Seizoen | Club                   | Wedstrijden | Doelpunten | Competitie          |
| ------- | ---------------------- | ----------- | ---------- | ------------------- |
| 2005/06 | Tours                  | 22          | 4          | Ligue 2             |
| 2006/07 | Tours                  | 5           | 0          | Ligue 2             |
| 2007/08 | Slavia Praag           | 22          | 2          | Gambrinus Liga      |
| 2008/09 | Slavia Praag           | 14          | 1          | Gambrinus Liga      |
| 2008/09 | HSV                    | 12          | 0          | Bundesliga          |
| 2009/10 | HSV                    | 3           | 0          | Bundesliga          |
| 2009/10 | Nürnberg               | 11          | 1          | Bundesliga          |
| 2010/11 | Middlesbrough          | 5           | 0          | Championship League |
| 2012/13 | Fulham FC              | 0           | 0          | Premier League      |
| 2013/14 | RKC Waalwijk           | 7           | 0          | Eredivisie          |
| 2014/15 | FK Mlada Bloleslav     | 12          | 0          | Gambrinus Liga      |
| 2014/15 | Sydney FC              | 12          | 0          | A-League            |
| 2015/16 | Sydney FC              | 22          | 1          | A-League            |
| 2016/17 | Central Coast Mariners | 8           | 0          | A-League            |
| Totaal  |                        | 155         | 9          |                     |